# 자오사오캉
자오샤오캉(중국어: 趙少康, 1950년 5월 6일 ~ )은 대만의 언론인이자 정치인이다. 자오샤오캉은 1987년부터 1991년까지, 1993년부터 1994년까지 입법원에 선출되기 전에 타이베이 시의회에서 단일 임기를 역임했다. 입법원 기간 동안 자오샤오캉은 환경 보호국을 이끌었다.

## 어린 시절
자오샤오캉은 1950년 5월 6일 대만 지룽(Keelung)에서 태어나 자라면서 이란현의 뤄동향으로 이사했다. 그의 조상은 허베이에 있으며 그의 아버지 자오얀민(趙彥民)은 1922년에 태어나 국민당의 국민혁명군에서 복무했으며 16세 때 황포아 사관학교에 입대했다. 그는 1949년 대만으로 퇴각하기 전에 중국 국공내전과 제2차 중일전쟁에서 NRA를 위해 싸웠다.

## 교육
자오샤오캉은 1972년 국립 대만 대학에서 농업 공학 학위를 취득한 후 미국의 클렘슨 대학에서 기계 공학 석사 학위를 취득했다.

## 정치 경력
자오샤오캉은 1981년 타이베이 시의원으로 선출되어 1986년 입법원 의원으로 선출될 때까지 재직했다. 1991년 6월에 그는 환경보호청장으로 봉사하기 시작했다. 그의 당인 국민당의 바람에 반하여 자오샤오캉은 입법부 재선을 위해 EPA에서 사임했다. 당이 그를 지지하기를 거부했음에도 불구하고 자오샤오캉은 기록적인 득표수를 얻었다. 그는 나중에 리덩후이 당 의장에 반대하여 설립된 신 국민당 연합과 조찬 클럽의 회원이 되었다. 1993년 8월 그는 신당을 공동 창립했다. 이듬해 자오샤오캉은 신당을 대표하여 타이베이 시장에 출마하기 위해 의원직을 사임했고 천수이볜에게 패했다. 자오샤오캉은 1996년 7월 정계 은퇴 의사를 밝혔다.
2004년, 통일의 확고한 지지자인 자오샤오캉은 양안 관계에 대한 국민투표에 대한 토론을 위해 초대되었다. 그는 2010년 선거 주기 동안 국민당 후보들의 고문으로 임명되었다. 2017년에 자오샤오캉은 자신이 무소속임을 다시 한 번 강조했다. 2021년 2월 자오샤오캉은 2020년 9월 한궈위를 만났고 자오샤오캉에게 국민당으로 돌아가 당 지도부에 출마해야 한다고 말했다. 자오샤오캉의 당원 복귀는 2021년 2월 3일에 발표되었으며, 이후 그는 2021년 당 지도부 선거와 2024년 대통령 선거 주기 예비 선거에 대한 관심을 표명했다. 자오샤오캉은 2021년 4월 28일 국민당 의장직 출마를 더 이상 고려하지 않는다고 밝혔다.
2024년 중화민국 총통선거에서 중국국민당 부총통 후보로 지명되어 허우유이 후보의 러닝메이트로 활동하기도 하였다.

## 미디어 경력
1996년 정계에서 물러나겠다고 선언한 직후 자오샤오캉은 UFO 라디오를 설립했다. 그는 또한 News98 [zh]를 소유하고 사장을 역임했다. 2006년 자오샤오캉은 중국 방송사를 인수했다. 그는 또한 자신의 라디오 및 TV 프로그램을 주최했다.

## 개인 생활
자오샤오캉은 대만어에 능통하다. 그는 량레이와 결혼했다.